# Brandvlei
Brandvlei ist eine Kleinstadt in der Gemeinde Hantam, Distrikt Namakwa, Provinz Nordkap in  der Republik Südafrika. Sie liegt 120 Kilometer von Loeriesfontein im Kreuzungsbereich der Straßen R27 und R357. Im Jahre 2011 hatte sie 2859 Einwocher.
Benannt ist die Stadt nach einem Voortrekker mit dem Nachnamen Brand. Er kampierte an dieser Stelle beim Sakrivier, einem Trockenfluss, der nur nach ergiebigen Regenfällen Wasser führt. Vlei bedeutet „Sumpf“ auf Afrikaans, eine irreführende Bezeichnung, da es hier nur selten Wasser gibt. Die heutige trockene Halbwüstenlandschaft rund um die Stadt war während des Miozän subtropisch; viele Fossilienfunde belegen dieses.

## Sehenswürdigkeiten
In der Umgebung Brandvleis gibt es mehrere Salzpfannen. Die bekannteste ist die Verneukpan nordöstlich der Stadt. Bekannt wurde diese Salzpfanne 1929 durch die Weltrekordversuche des mehrfachen Geschwindigkeitsrekordhalters Malcolm Campbell.

## Persönlichkeiten
- Linda Motlhalo (* 1998), Fußballspielerin